# 노랑허리솔새

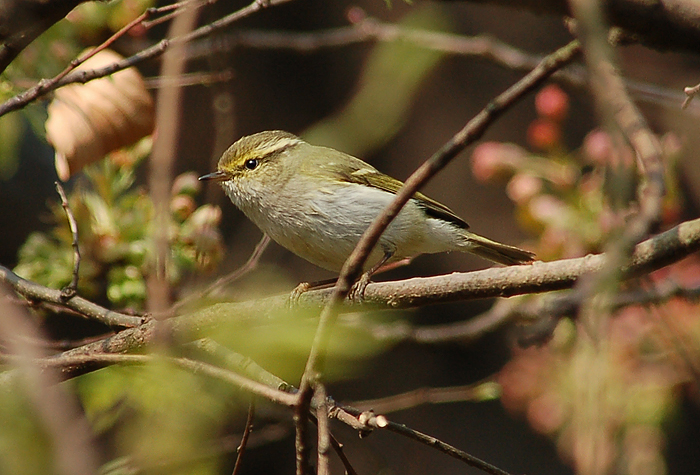

노랑허리솔새(Pallas's leaf warbler, Phylloscopus proregulus)는 남부 시베리아 동부에서 북부 몽골 및 중국 둥베이에 이르는 산림에서 번식하는 새이다. 이 새의 영어명 'Pallas's leaf warbler'는 처음 공식적으로 기술한 독일의 동물학자 페터 지몬 팔라스(Peter Simon Pallas)의 이름을 따서 명명되었다. 이 솔새는 이주 경향이 강하여 주로 중국 화난와 동남아시아 인근 지역에서 월동하지만, 최근 수십 년 동안 가을에 유럽에서 발견되는 수가 증가했다.
노랑허리솔새는 상대적으로 큰 머리와 짧은 꼬리를 가진 가장 작은 구북구새 중 하나이다. 녹색을 띤 윗부분과 흰색 밑 부분, 담황색 엉덩이, 노란색 이중 날개 막대무늬, 눈썹 및 중앙 크라운 줄무늬가 있다. 이전에 아종으로 간주되었던 일부를 포함하여 여러 다른 아시아 솔새와 외관이 유사하지만, 독특한 목소리가 식별에 도움이 된다.